# Pelourinho de Ranhados

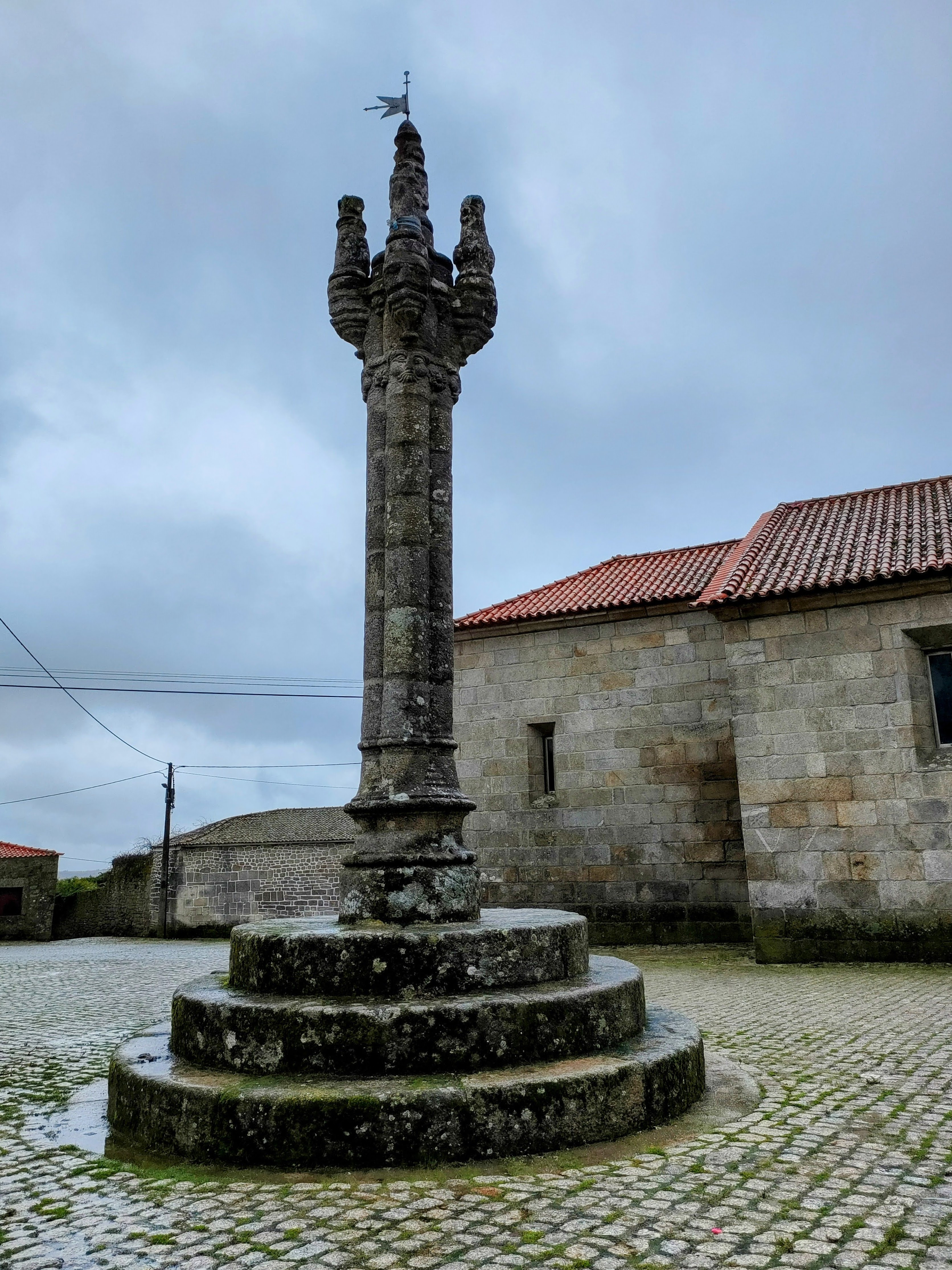
Pelourinho de Ranhados, Mêda

O Pelourinho de Ranhados está localizado na freguesia de Ranhados, município de Mêda, distrito da Guarda, Portugal.
Está classificado como Monumento Nacional desde 1915 